# Parmotrema nanfongense
Parmotrema nanfongense är en lavart som först beskrevs av Kurok., och fick sitt nu gällande namn av DePriest & B. W. Hale. Parmotrema nanfongense ingår i släktet Parmotrema och familjen Parmeliaceae.   Inga underarter finns listade i Catalogue of Life.